# Portfolio europeo de las lenguas
El Portfolio europeo de las lenguas (PEL) es un documento personal, un portfolio digital, potenciado por el Consejo de Europa, en el que el usuario o alumno que está aprendiendo una lengua—bien en un contexto escolar, bien fuera de él—puede consignar sus experiencias de aprendizaje, reflexionar sobre ellas marcándose objetivos y autoevaluarse utilizando los parámetros del Marco Europeo de Referencia para las lenguas.

¿Para qué sirve el Portfolio?
- Para animar a todos a aprender más lenguas, cada uno dentro de sus capacidades, y a continuar aprendiéndolas a lo largo de toda la vida..
- Para facilitar la movilidad en Europa, mediante una descripción clara y reconocible internacionalmente de las competencias lingüísticas.
- Para favorecer el entendimiento y la tolerancia entre los ciudadanos de Europa, mediante el conocimiento de otras lenguas y culturas.

En enero de 2006 comenzó en Andalucía, en 25 centros de todos los niveles educativos, la experimentación del Portfolio Europeo de las Lenguas. Tras un año de trabajo y formación, la comisión de experimentadores, nombrada por la Consejería de Educación, ha comenzado a trabajar en los centros con su respectivo alumnado, para llevar a cabo su implementación. Esta iniciativa del Consejo de Europa, apoyada por el Plan de Fomento del Plurilingüismo y puesta en marcha en colaboración con el Ministerio de Educación y Ciencia, tiene por objeto fundamental, además de una función informativa que favorezca la movilidad del alumnado en Europa, el de mejorar y actualizar los procesos de enseñanza y aprendizaje de las lenguas, basados en la comunicación y el uso, propiciando, a la vez, una reflexión y autoevaluación por parte del alumnado sobre estos procesos, así como la potenciación de los valores interculturales.
Los resultados de esta experimentación servirán de punto de partida para una aplicación más generalizada a medio plazo, especialmente en el ámbito de los Centros Bilingües. Asimismo, se abrirá una línea de investigación sobre el Portfolio Electrónico, para descubrir cómo se puede desarrollar a través de las TIC y así poder llegar a una mayor generalización en el sistema educativo. Para más información véase la página web del MEC sobre el Portfolio Europeo de las Lenguas.